# Носівка (річка)
Носівка — річка у Воложинському районі, Мінська область, Білорусь. Права притока річки Іслоч (басейн Німану).

## Опис
Довжина річки 5,4 км. Річище вздовж 3,5 км каналізоване. У пригирловій частині річка приймає стоки з меліоративних каналів.

## Розташування
Бере початок на західній стороні від села Бурнейкі. Тече переважно на південний захід через село Капустине і за 1 км на північній стороні від села Білокорець впадає у річку Іслоч, ліву притоку річки Березини.